# Bembidion inequale
Bembidion inequale är en skalbaggsart som beskrevs av Thomas Say 1823. Bembidion inequale ingår i släktet Bembidion och familjen jordlöpare. Inga underarter finns listade i Catalogue of Life.